# Médaille pour distinction dans la fonction publique
La médaille pour distinction dans la fonction publique ("Dövlət qulluğunda fərqlənməyə görə" medalı) est la récompense de l'État de la République d'Azerbaïdjan.

## Histoire
Le prix a été créé le 7 novembre 2003.
La Médaille pour la distinction dans la fonction publique est décernée aux fonctionnaires pour leur participation active à la préparation et à la mise en œuvre des projets importants dans le domaine de la construction de l'État, ainsi que pour l'activité consciencieuse et les mérites particuliers dans les organes de l'État.